# NGC 4401
NGC 4401 este o galaxie situată în constelația Câinii de Vânătoare. A fost descoperită în 2 ianuarie 1786 de către William Herschel.